# Ariel Lassiter
Ariel „Ari“ Daniel Lassiter Acuña (* 27. September 1994 in Turrialba, Costa Rica) ist ein costa-ricanisch-US-amerikanischer Fußballspieler auf der Position eines Stürmers. Er ist der Sohn des ehemaligen US-amerikanischen Internationalen Roy Lassiter.

## Vereinskarriere

### Karrierebeginn, High School und Universität
Ariel Lassiter wurde am 27. September 1994 in der Ortschaft Turrialba geboren, als sein Vater gerade beim costa-ricanischen Erstligisten LD Alajuelense aktiv war. Im Jahre 1996 kehrte sein Vater, zusammen mit ihm und seiner Mutter Wendy, zurück in die Vereinigten Staaten und wurde dort bei Tampa Bay Mutiny unter Vertrag genommen. Mit dem Major-League-Soccer-Franchise aus Tampa, Florida, startete Vater Roy in die erste MLS-Spielzeit und wurde mit 27 Treffern umgehend Torschützenkönig der MLS. Ariel Lassiter begleitete seinen Vater dabei oftmals bis in die Umkleidekabinen und galt schon in frühester Kindheit als begeisterter Fußballspieler. Noch in sehr jungen Jahren trat er bereits international für die Vereinigten Staaten in Erscheinung und war dabei in deren U-14-Nationalkader. Des Weiteren kam er für diverse Schulmannschaften zum Einsatz, so unter anderem auch für das Fußballteam der Great Oaks High School in Temecula, Kalifornien. Hier gewann er unter anderem den U-17-Golden-Ball-Award als herausragendster Spieler der United States Youth Soccer National Championships 2012. Bereits ein Jahr zuvor war er U-16-Golden-Boot-Winner bei den US Youth Soccer National Championships 2011. In seinem Sophomore-Jahr schaffte er es ins All-California-Interscholastic-Federation-State-Third-Team. Außerdem war er in allen vier High-School-Jahren ein Letterman und schloss die High School als zweifacher Inland-Empire-High-School-Player-of-the-Year, sowie als zweifacher Southwester-League-Offensive-MVP ab. In seinen beiden letzten Schuljahren führte er die Mannschaft zudem als Mannschaftskapitän an.
Noch vor seinem Abschluss wurde Ariel Lassiter landesweit von zahlreichen Colleges und Universitäten umworben und mit Stipendienangeboten überhäuft. Außerdem absolvierte er in dieser Zeit Probetrainings im Nachwuchs von Tottenham Hotspur und Sporting Lissabon. Des Weiteren hatte er durch sein Studium in Recreation, Parks and Tourism Administration die Möglichkeit nach Deutschland zu wechseln. In weiterer Folge entschloss sich der Stürmer, der davor unter anderem von 2009 bis 2013 unter seinem Vater beim Jugendausbildungsverein Albion SC trainiert wurde, für California Polytechnic State University, genannt Cal Poly, wo er für die Herrenfußballmannschaft der Universitätssportabteilung Cal Poly Mustangs in Erscheinung trat. Der dortige Cheftrainer, Ex-Profi Paul Holocher, verfolgte Lassiters Karriere bereits seit dessen 14. Lebensjahr. Bei den Cal Poly Mustangs kam er als Freshman neben dem etwas jüngeren Justin Dhillon, ebenfalls ein Angriffsspieler, zum Einsatz. In seinem Freshman-Jahr startete Lassiter in 21 Partien von Beginn an, erzielte fünf Tore und steuerte vier Assists bei. Mit seinen fünf Treffern war er auf der mannschaftsinternen Torschützenliste der zweitbeste Torschütze dieses Jahres. Aufgrund seiner Leistungen wurde er ins Big-West-Conference-All-Freshman-Team gewählt.

### Als Profi in Schweden
Im Juli 2014 beendete er seine Collegekarriere frühzeitig und unterschrieb einen Profivertrag bei GAIS Göteborg mit Spielbetrieb in der zweitklassigen schwedischen Superettan. Davor war er bereits im Juni desselben Jahres unter anderem bei der Helsingborgs IF zum Probetraining angemeldet. Am 9. August 2014 kam er zu seinem Profidebüt, als er von Trainer Per-Ola Ljung bei einem 2:1-Heimsieg über Husqvarna FF von Beginn an eingesetzt und ab der 73. Spielminute durch Richard Ekunde ersetzt wurde. Bis zum Saisonende Anfang November 2014 kam Lassiter in elf weiteren Ligapartien zum Einsatz und war dabei immer von Beginn an im Einsatz. Bei seinem dritten Ligaeinsatz, einem 2:0-Heimerfolg über den Varbergs BoIS am 23. August, erzielte er in der 29. Minute nach einem Foul an Gabriel Altemark-Vanneryr ein Elfmetertor, das auch den 2:0-Endstand bedeutete. Im Endklassement rangierte er mit GAIS auf dem zehnten Tabellenplatz. Bereits nach seiner Vertragsunterzeichnung bei GAIS bot ihm auch das Unternehmen Nike einen Sponsorenvertrag für zwei Jahre an. Des Weiteren gewann er während seiner Zeit in Göteborg die Aufmerksamkeit des costa-ricanischen U-23-Nationaltrainers Paulo Wanchope und des US-amerikanischen U-21-Nationaltrainers Tab Ramos. Bereits drei Runden vor Saisonende 2014 unterschrieb Lassiter einen Vertrag für ein weiteres Jahr bei GAIS und sollte im Januar 2015 zu Trainingsstart wieder bei den Schweden sein.

### Wechsel zu LA Galaxy

#### Start in der USL
Soweit sollte es nicht kommen; am 17. Dezember 2014 wurde Lassiters Wechsel zurück in die Vereinigten Staaten zur LA Galaxy II mit Spielbetrieb in der zu diesem Zeitpunkt drittklassigen United Soccer League (USL) verkündet. Bei der zweiten Profimannschaft des MLS-Franchises LA Galaxy kam er unter Trainer Curt Onalfo rasch als Stammkraft im Angriff zum Einsatz. Bei 28 möglich gewesenen Ligaeinsätzen in der regulären Spielzeit brachte er es auf 21 Auftritte. Mit elf Treffern führte er die mannschaftsinterne Torschützenliste in diesem Spieljahr an. Nach der regulären Spielzeit rangierte er mit LA Galaxy II auf dem fünften Platz der Western Conference und schaffte somit den Einzug in die erste Runde der saisonabschließenden Play-offs. Aufgrund einer roten Karte für das Erstrundenspiel gesperrt, kam Lassiter ab den Conference-Semifinals für sein Team zum Einsatz. Nach einem dortigen 2:0-Erfolg über den Orange County Blues FC und einen 2:1-Sieg über Oklahoma City Energy in den Conference-Finals unterlag LA Galaxy II im abschließenden Finalspiel erst in der Verlängerung mit 1:2 gegen die Rochester Rhinos. In den Play-offs steuerte Lassiter bei drei Einsätzen noch vier Tore bei.
Im gleichen Jahr kam er auch erstmals für die MLS-Mannschaft, zu der er kurzzeitig verliehen wurde, zum Einsatz. Sein Debüt gab er zunächst am 21. Juli 2015 in einem Freundschaftsspiel gegen den FC Barcelona, als er in der zweiten Halbzeit auf den Rasen kam. Wenige Tage später gab er am 25. Juli bei einer 0:3-Auswärtsniederlage gegen Houston Dynamo sein Pflichtspieldebüt für das MLS-Franchise, als er in der 71. Minute für Kenney Walker eingewechselt wurde und kurz vor Spielende zu einer Torchance kam. Danach saß er in einer Reihe von Ligaspielen auf der Ersatzbank, brachte es jedoch auf keinen weiteren Einsatz in der MLS.

#### Vertrag in der MLS
Anfang März 2016 erhielt Lassiter einen Vertrag beim MLS-Team und war damit nach David Romney, Daniel Steres und Clément Diop der vierte Spieler, der es vom LA-Galaxy-Farmteam in der USL in den MLS-Kader schaffte. Sein Vertrag hat eine Laufzeit bis 31. Dezember 2018. Unter Cheftrainer und General Manager Bruce Arena kam er daraufhin kaum zum Einsatz und brachte es im Spieljahr 2016 auf lediglich drei Einsätze in der höchsten nordamerikanischen Fußballliga. Davon absolvierte er einen Anfang April und die beiden weiteren erst über ein halbes Jahr später. In der Zwischenzeit kam er per Zweitspielrecht wieder bei LA Galaxy II in der United Soccer League zum Einsatz, in der er abermals einer der besten Torschützen seines Teams war. In der erweiterten Liga kam er auf 16 von 30 möglich gewesenen Einsätzen und steuerte neun Tore bei. Mit der Mannschaft schaffte er es nach einem fünften Platz in der Western Conference erneut in die saisonabschließenden Play-offs, schied in diesen allerdings noch im Erstrundenspiel, in dem er ebenfalls zum Einsatz kam, aus. Mit dem Erstligateam erreichte er im Endklassement der regulären Saison den dritten Platz der Western Conference und kam in den abschließenden Play-offs bis in die Conference Semifinals.
Zu etwas mehr Spielpraxis in der Major League Soccer brachte er es im Spieljahr 2017, als ihn der nunmehrige MLS-Trainer Curt Onalfo, sowie dessen Nachfolger ab Ende Juli, Sigi Schmid, insgesamt 14 Mal zu Kurzeinsätzen kommen ließen. Den Großteil der Saison verbrachte er allerdings auf der Ersatzbank oder wurde erneut kurzzeitig an das Farmteam in die professionelle USL verliehen. Am 23. Juli gelang ihm bei einer 3:4-Auswärtsniederlage gegen New England Revolution mit dem Tor zum 3:4-Endstand sein erstes MLS-Tor. Die Saison beendete er mit dem Team auf dem letzten Platz der Western Conference. Auch im Lamar Hunt U.S. Open Cup 2017 wurde Lassiter in allen drei Spielen des MLS-Teams eingesetzt und steuerte zwei Treffer bei; die Mannschaft schied im Viertelfinale gegen die San José Earthquakes vom laufenden Turnier aus. In der USL kam er unter dem neuen Trainer und ehemaligen Akademieleiter Mike Muñoz im Spieljahr 2017 in neun Meisterschaftsspielen zum Einsatz und erzielte fünf Treffer. Im Endklassement rangierte das Team auf dem 13. Platz der Western Conference.

## Nationalmannschaftskarriere
Noch vor seinem Studium an der Cal Poly kam er während seiner High-School-Zeit in Kontakt mit dem US-amerikanischen Fußballverband und absolvierte in dieser Zeit erste Einsätze für die U-14-Nationalauswahl der Vereinigten Staaten. Später wurde er auf Abruf in den US-amerikanischen U-20-Nationalkader berufen und stand dem von Tab Ramos trainierten US-Aufgebot während der U-20-Fußball-Weltmeisterschaft 2013 in der Türkei auf Abruf bereit, war aber nicht Teil des 21-köpfigen Spieleraufgebots. Bereits einige Monate vor der Weltmeisterschaft war er zu ersten Einsätzen für die U-20-Nationalmannschaft gekommen. Danach dauerte es weitere zwei Jahre, ehe Lassiter wieder für eine Nationalauswahl berücksichtigt wurde. Mit der U-23-Auswahl der Vereinigten Staaten nahm er an einer Europatour teil und kam Ende März 2015 in Spielen gegen die U-21-Mannschaft von Bosnien-Herzegowina und die aus Dänemark zum Einsatz. Noch im gleichen Jahr entschied er sich künftig international für sein Geburtsland in Erscheinung zu treten. Unter dem costa-ricanischen U-23-Nationaltrainer Paulo Wanchope gab er daraufhin im Zuge des Turniers von Toulon sein Mannschaftsdebüt. Hier kam er in allen vier Gruppenspielen bis zum Ausscheiden seiner Mannschaft zum Einsatz und steuerte mitunter einen Treffer bei. Noch im gleichen Jahr wurde er in einem weiteren Länderspiel dieser Nationalauswahl eingesetzt und erzielte in diesem einen weiteren Treffer.